# Gunung Lojang
Gunung Lojang är ett berg i Indonesien.   Det ligger i provinsen Aceh, i den västra delen av landet, 1 600 km nordväst om huvudstaden Jakarta. Toppen på Gunung Lojang är 2 559 meter över havet, eller 73 meter över den omgivande terrängen. Bredden vid basen är 2,0 km. Gunung Lojang ingår i Van Daalen Mountains.
Terrängen runt Gunung Lojang är bergig österut, men västerut är den kuperad.  Trakten runt Gunung Lojang är nära nog obefolkad, med mindre än två invånare per kvadratkilometer. Det finns inga samhällen i närheten. I omgivningarna runt Gunung Lojang växer i huvudsak städsegrön lövskog.